# Anders Back
Anders Back, född 4 april 1985, är en svensk skådespelare från Vikmanshyttan i Dalarna.

## Biografi
Anders Back är utbildad vid Stockholms Elementära Teaterskola 2008-2009 samt i filmskådespeleri vid Teaterhögskolan i Malmö 2016.
2019 medverkade han i den amerikanska långfilmen Midsommar i regi av Ari Aster. 

## Filmografi
- 2014 - Ligga sked
- 2015 - Boy Machine
- 2016 - Selmas saga
- 2017 - Samtal i bil
- 2017 - Kong Vincent[4][5]
- 2018 - #Flickstreck
- 2019 - Midsommar
- 2019 - Inga Lindström
- 2019 - Ture Sventon och Bermudatriangelns hemlighet
- 2020 - Se upp för Jönssonligan
- 2021 - Min historiske pojkvän
- 2023 - Knekt (TV-serie)[6]

## Teater

### Roller
| År   | Roll  | Produktion                                              | Regi                | Teater                                       |
| ---- | ----- | ------------------------------------------------------- | ------------------- | -------------------------------------------- |
| 2022 | Råtta | Jobbet, framför allt! (Hauptsache Arbeit!) Sibylle Berg | Julia Beil Amarilla | Teater Tillsammans/ Kulturhuset Stadsteatern |